# Hermann Josef Wallraff
Hermann Josef Wallraff SJ (* 13. Oktober 1913 in Frauwüllesheim; † 27. August 1995 in Münster) war ein deutscher Theologe.

## Leben
1938 trat er ins Noviziat der Gesellschaft Jesu in Elten ein. Nach der Priesterweihe 1944 in Trier studierte er Nationalökonomie in Köln. Nach der Promotion zum Dr. rer. pol. 1952 war seit 1952 Dozent für Gesellschafts- und Wirtschaftslehre an der Hochschule Sankt Georgen und seit 1964 ordentlicher Professor für Gesellschafts- und Wirtschaftslehre. Er wurde auf dem Jesuitenfriedhof am Haus Sentmaring (Münster) begraben.

## Schriften (Auswahl)
- Kirche und Wirtschaft. Auftrag und Verantwortung. Kevelaer 1962, OCLC 73541710.
- Eigentumspolitik, Arbeit und Mitbestimmung. Köln 1968, OCLC 3517742.
- Aktuell-funktionale Gemeinwirtschaft. Frankfurt 1971, ISBN 3-434-00175-1.
- Die Gewerkschaften in der rationalisierten Arbeitswelt von morgen. Wien 1971, OCLC 74141448.
- Katholische Soziallehre, Leitideen der Entwicklung? Eigenart, Wege, Grenzen. Köln 1975, ISBN 3-7616-0293-6.
- mit Martin Honecker: Sozialstaat in der Krise. Köln 1985, ISBN 3-7616-0821-7.
- mit Hermann Rappe: Wie ist die Beschäftigungskrise lösbar?  Vorträge vor dem Gesprächskreis Politik und Wissenschafts des Forschungsinstituts der Friedrich-Ebert-Stiftung in Bonn am 19. Juni 1985. Bonn 1985, OCLC 74744103.